# Paul Rusesabagina
Le texte peut changer fréquemment, n’est peut-être pas à jour et peut manquer de recul. 
Le titre et la description de l'acte concerné reposent sur la qualification juridique retenue lors de la rédaction de l'article et peuvent évoluer en même temps que celle-ci.
Paul Rusesabagina, né le 15 juin 1954 dans la commune de Murama, près de Gitarama, est un directeur d'hôtel rwandais jusqu'en 1994. Il est connu pour avoir dirigé l'Hôtel des Mille Collines à Kigali pendant le génocide des tutsis, ses actions en faveur des tutsis étant célébrée dans le film Hotel Rwanda réalisé en 2004.
En 2017 il devient un des fondateurs d'un parti d'opposition rwandais non enregistré, le MRCD. Il a été arrêté en 2020 au Rwanda pour son soutien au FLN, le bras armée du MRCD et condamné à 25 ans de prison à Kigali après un procès jugé inéquitable par Human Rights Watch.

## Biographie
Paul Rusesabagina naît dans une famille de fermiers, il est scolarisé dans une école missionnaire puis est envoyé au Cameroun suivre les cours d'une faculté de théologie. Employé de la société Sabena, il travaille dans un hôtel situé dans le Parc national de l'Akagera. Il est nommé directeur adjoint de l'Hôtel des Mille Collines à Kigali en 1984, puis directeur de l'Hôtel des Diplomates en 1993.
En avril 1994, l'assassinat du président Juvénal Habyarimana déclenche le génocide des Tutsis du Rwanda. Rusesabagina, qui est né d'un père hutu et d'une mère tutsi et qui a lui-même épousé une tutsi, se réfugie avec sa famille à l'Hôtel des Mille Collines. Encerclé par la milice Interahamwe, l'établissement abrite 1 268 autres réfugiés tutsis ou hutus s'opposant au génocide. Rusesabagina essaie d'apaiser les leaders hutus, comme le général Augustin Bizimungu, afin de protéger les réfugiés. Grâce à une ligne téléphonique restée intacte, l'hôtelier alerte le PDG de la Sabena, compagnie propriétaire de l'hôtel. Lorsque les réfugiés de l'hôtel sont menacés, il tente de joindre par fax la Maison-Blanche, l'Organisation des Nations unies, ou encore le ministère français des affaires étrangères. Les réfugiés sont finalement évacués par des convois mis en place par l'ONU.
L'hôtelier et sa famille se sont installés en Belgique en 1996. Il a obtenu la nationalité belge. Il donne des conférences à propos des événements survenus durant le génocide. En 2006, pour ses actions de sensibilisation et d'actions démocratiques, le Centre de recherche et d'études politiques (CREP) lui décerne le prix Condorcet-Aron.
Le film Hotel Rwanda réalisé en 2004 par Terry George relate son histoire. Le rôle de Paul Rusesabagina est interprété par l'acteur américain Don Cheadle.
Le rôle de Paul Rusesabagina dans le sauvetage de 1 200 personnes dans l'hôtel des Mille Collines est cependant controversé,,. Des avis divergents et contradictoires existent sur son rôle réel dans cette histoire : lire en particulier Hôtel Rwanda ou le génocide des tutsis vu par Hollywood, édité par les éditions de l'Harmattan en 2008. Ce livre fait lui-même l'objet de critiques.

## Opposition au régime de Paul Kagame
Devenu un opposant déclaré au régime de Paul Kagame, il mit au service de l’opposition ses relations et ses moyens financiers. Il cofonde  en 2017 le parti politique  d'opposition Mouvement rwandais pour le changement démocratique (MRCD), une coalition de groupes d’opposition. Ce parti aurait une branche armée : Forces de libération nationale (FLN), qui est considérée comme terroriste par le gouvernement de Kigali.
Pour cette raison, il est soupçonné de financer des groupes armés appuyant l’opposant numéro un au régime de Kigali, le général Kayumba Nyamwasa, un ancien responsable de la sécurité du FPR et compagnon de maquis de Kagame. Depuis  l’Afrique du Sud où il est réfugié, Kayumba, qui a fondé le Rwanda National Congress (en) (RNC)  a échappé à plusieurs tentatives d’assassinat et  il organise des milices opérant entre l’Ouganda, le Sud Kivu et le Burundi.
En décembre 2018, Paul Rusesabagina avait promis « un soutien sans réserve » au FLN sur une vidéo youtube tout en dénonçant le régime de Paul Kagame,.

### Procès à Kigali en 2021
En août 2020, le vol de Paul Rusesabagina à destination du Burundi est détourné vers Kigali et il est arrêté par la police du  Rwanda dans des conditions obscures. Il est accusé de terrorisme pour son soutien au FLN, un groupe ayant revendiqué des attaques armées,, et fait l’objet d’un mandat d’arrêt international. Le porte parole de l'Office rwandais d'investigation (Rwanda Investigation Bureau ou RIB), Thierry Murangira, a refusé de nommer les pays qui avaient permis la capture de l’opposant, invoquant seulement « la coopération  internationale ». L'information est confirmée par le RIB sur son compte Twitter,. En septembre 2021 il est condamné à vingt-cinq ans de prison au terme d'un procès jugé inéquitable par Human Rights Watch. Les autorités rwandaises auraient entre autres utilisé le logiciel espion Pegasus de NSO group  selon Amnesty International et Forbidden Stories sur le téléphone des enfants de Paul Rusesabagina pour surveiller leurs communications, ce qui est légalement interdit dans le cadre d'un procès. La communauté européenne a émis une proposition de résolution le 5 octobre 2021 à l'attention des autorités rwandaises demandant le respect des communications, la transparence des procédures et des conditions d'incarcération exemptes de mauvais traitements. Elle a aussi rappelé que « les mesures d’exception imposées par la lutte contre le terrorisme ne sauraient être détournées à des fins politiques ; ».
La famille de Paul Rusesabagina, sa femme Tatiana Rusesabagina (en) et ses enfants ont intenté des procédures juridiques depuis les États-Unis et la Belgique. Les avocats américains de Paul Rusesabagina ont saisi le tribunal du district de Columbia, à Washington le 22 février 2022.
En mars 2023, Paul Rusesabagina sort de prison après que le gouvernement a annoncé avoir commué sa peine de 25 ans pour « terrorisme ». Au total, il aura passé 31 mois en prison.

### Vie au Texas
En mai 2024, il donne une interview à France 24 depuis San Antonio au Texas.